# Ifigenia in Tauride (Touche)
Ifigenia in Tauride (Iphigénie en Tauride) è una tragedia di Claude Guimond de La Touche, che riprende la trama dell'omonima tragedia di Euripide.
L'opera fu pubblicata in Francia nel 1757. Fu rappresentata per la prima volta il 4 giugno 1757 dalla Comédie-Française. Fu una delle tragedie più applaudite dei suoi tempi, insieme a quelle di Voltaire.
Visto il successo del testo di Guimond de La Touche, molti compositori si cimentarono in un adattamento musicale dell'opera con la collaborazione di librettisti. Tra le opere musicali tratte dalla tragedia di de la Touche si ricordano Ifigenia in Tauride di Tommaso Traetta, Iphigénie en Tauride di Christoph Willibald Gluck e Iphigénie en Tauride di Niccolò Piccinni.